# Pintures del Burgal
Les Pintures del Burgal són unes pintures murals originals dels absis de Sant Pere del Burgal, i es troben al Museu Nacional d'Art de Catalunya a Barcelona, estan datades entre 1080 i 1090 i s'atribueixen al Mestre de Pedret.

## Descripció
Representen el Pantocràtor entre els arcàngels Miquel i Gabriel i adorat per dos sants. Entre les finestres hi ha la Mare de Déu portant un calze, a la seva dreta sant Pere i a l'esquerra sant Joan Baptista i sant Pau. A la part inferior es conserva la pintura d'una dama amb una inscripció que es pot llegir «...cia conmttesa» que correspondria a la comtessa Llúcia de la Marca, benefactora del monestir, casada amb Artau I de Pallars Sobirà el 1085, d'aquí sorgeix la datació de les pintures. Al temple se n'hi 'han col·locat unes reproduccions.

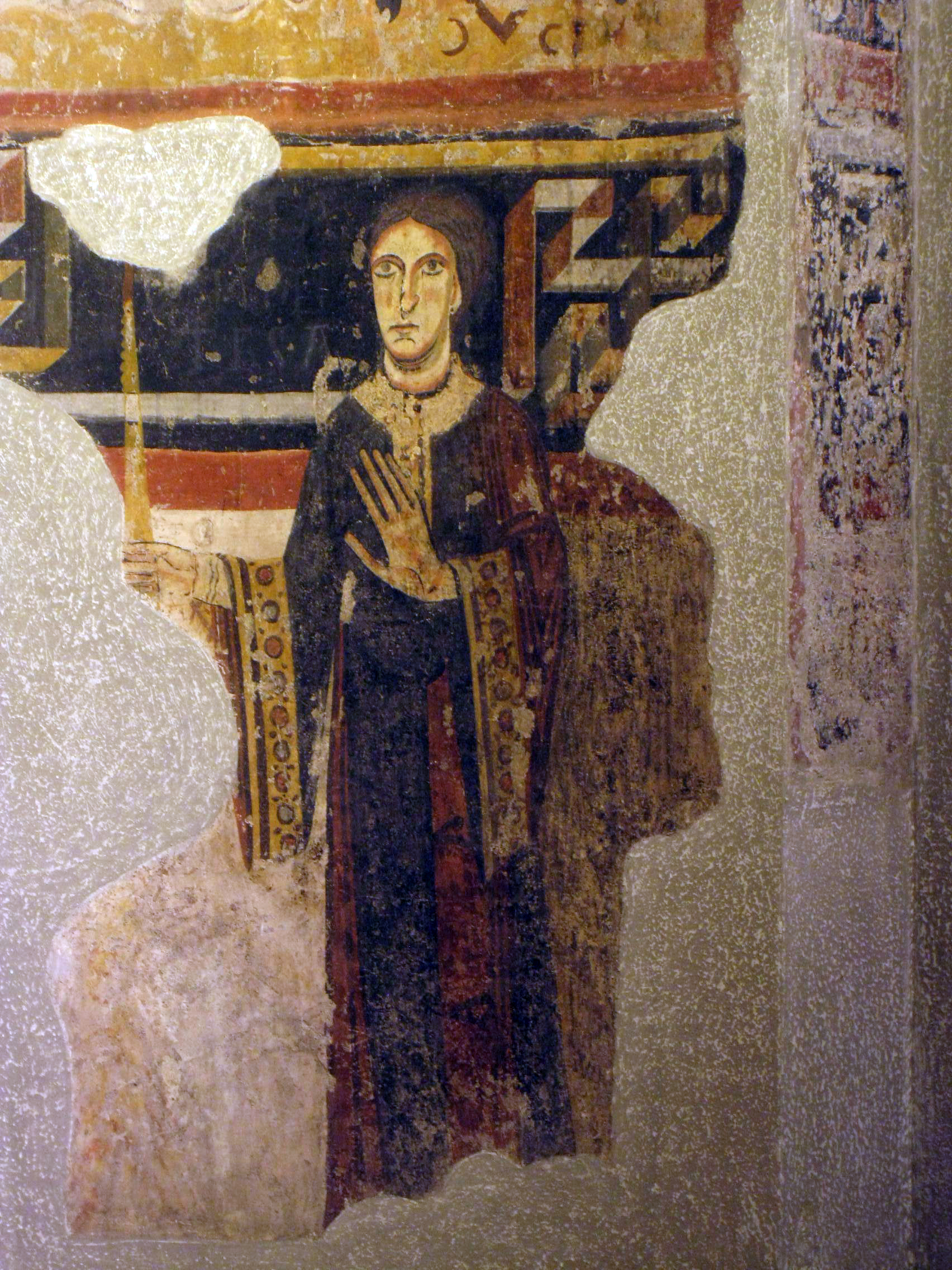
La comtessa Llúcia de Pallars.

## Estil
L'estil de les pintures de l'absis del Burgal, molt notable, es vincula al Cercle de Pedret, d'influència llombarda. El seu programa d'imatges, de marcat sentit eucarístic i eclesiològic (és a dir, amb referència a l'Eucaristia i l'Església), contenia
una Teofania o visió de la divinitat a la volta, que era presidida per la figura de la Maiestas Domini o Crist en Majestat, que segons les restes que se'n conserven devia ser monumental. Estava flanquejat per les figures de dos profetes en actitud
reverent de súplica i per dos arcàngels, que duien rètols amb inscripcions en què advoquen pels pecadors, parcialment conservats.
Al registre inferior hi ha una representació de l'Església militant, amb apòstols i sants d'aspecte sobri i
imposant, asseguts en semicercle i centrats per les figures de Maria, amb el calze, i de Joan Baptista, amb l'Anyell, símbol de Crist mort i ressuscitat, de gran significat eucarístic. Als seus costats hi ha Pere, que ostenta les claus, Pau, amb un rotlle o volum, i Joan Evangelista, a la dreta, més un altre apòstol a l'esquerra. Una bella greca amb corones separa aquesta zona dels cortinatges figurats que hi havia a la part inferior de l'absis.
El que distingeix especialment aquest absis és la figura de la dama donant, ricament vestida, que porta un ciri encès. Apareix sobreposada als cortinatges, com si s'acostés a les imatges sagrades. Porta un vestit luxós, ornat amb pedreria, i per les restes d'una inscripció s'identifica amb la comtessa Llúcia, la muller d'Artau I de Pallars Sobirà. Les pintures daten probablement del temps dels seus fills, Artau II i Ot, que aviat seria bisbe d'Urgell. A l'església, in situ, en un lloc pròxim a l'absis, hi ha el retrat d'altres personatges, presumiblement també de la família comtal.